# Allbo härad
Allbo var ett härad i södra Småland och i Kronobergs län i smålandet Värend. Häradet motsvarar idag delar av Alvesta kommun, Växjö kommun och Älmhults kommun. Tingsstället var tidigt i Aringsås och från sent 1600-tal Ör. På 1730-talet flyttade tingsstället till Alvesta som lämnades 1971 för Växjö.
Namnet skrevs (in) prouincia Albohæredh 1290. Där ingår genitiv pluralis av alboar, en inbyggarbeteckning som syftar indirekt på häradets gamla tingsplats, vilken kan lokaliseras till Aringsås. Det inledande al- i alboar kan tolkas som en benämning ål, fsv. *ál, som i ortnamn kan avse långsträckta höjder. Det har också antagits att förleden al- här kan syfta på en kultplats eller mera allmänt en skyddad, inhägnad plats.

## Geografi
Häradet gränsade till Jönköpings län i norr och Skåne i söder. 
Häradets areal uppgick till 1 596 km², varav land 1 433.

## Socknar
Allbo härad omfattade 16 socknar: 
| I Växjö kommun - Ör I Älmhults kommun - Virestad - Stenbrohult - Härlunda samt från 1901 - Älmhults köping | I Alvesta kommun - Vislanda - Blädinge - Skatelöv - Västra Torsås - Lekaryd - Aringsås 1945 ombildad till Alvesta köping - Hjortsberga - Kvenneberga - Slätthög - Mistelås - Moheda - Härlöv |

## Län, fögderier, tingslag, domsagor och tingsrätter
Socknarna ingick och ingår i Kronobergs län. Församlingarna tillhör(de) Växjö stift.
Häradets socknar hörde till följande fögderier:
- 1631-1719 Allbo m.fl. häraders fögderi
- 1720-1917 Allbo fögderi
- 1917-1945 Allbo och Norrvidinge fögderi
- 1946-1966 Kinnevalds och Norrvidinge fögderi (Virestad, Skatelöv, Västra Torsås, Härlunda, till 1951: Ör, Härlöv)
- 1946-1966 Allbo fögderi (Stenbrohult, Vislanda, Blädinge, Lekaryd, Hjortsberga, Kvenneberga, Slätthög, Mistelås, Moheda, Aringsås, Älmhult från 1952:Ör, Härlöv)
- 1967-1990 Ljungby fögderi (Virestad, Stenbrohult, Härlunda, Älmhult)
- 1967-1990 Växjö fögderi (Vislanda, Blädinge, Skatelöv, Västra Torsås, Lekaryd, Hjortsberga, Kvenneberga, Slätthög, Mistelås, Moheda, Aringsås, Ör, Härlunda)

Häradets socknar tillhörde följande tingslag, domsagor och tingsrätter:
- 1680-1970 Allbo tingslag, från 1940-talet benämnt Västra Värends tingslag i Västra Värends domsaga, där till 1892 även Norrvidinge härad och Kinnevalds härader ingick
- 1952-1970 Mellersta Värends tingslag i Mellersta Värends domsaga för Härlunda socken

- 1971- Växjö tingsrätt och dess domsaga från 2005 för delarna i Älmhults kommun
- 1971-2005 Ljungby tingsrätt och domsaga för delarna i Älmhults kommun

## Häradshövdingar
| Ämbetstid | Namn                                   | Levnadstid |
| --------- | -------------------------------------- | ---------- |
| 1380–1385 | Lars Ölfsson (Ängaätten)               |            |
| 1411      | Arvid Åkesson (båt)                    |            |
| 1415      | Harald Laurensson (Ängaätten)          |            |
| 1441      | Gustav Laurensson (Ängaätten)          |            |
| 1475–1481 | Jöns Larsson (sparre)                  |            |
| 1485–1486 | Bengt Andersson (sågskura mot ginbalk) |            |
| 1492      | Jon Offesson (snedbjälke)              |            |
| 1535–1537 | Mats skrivare                          |            |
| 1545–1548 | Måns Pedersson (Stierna)               |            |
| 1548–1562 | Nils Birgersson (Rosenquist)           |            |